# Rasa del Casó (Pinell)
|  | Aquest article tracta sobre el torrent de Pinell de Solsonès. Vegeu-ne altres significats a «Rasa del Casó». |

La Rasa del Casó és un torrent afluent per l'esquerra de la Rasa de la Rovira que realitza tot el seu recorregut pel terme municipal de Pinell de Solsonès.
De direcció predominant cap a les 11 del rellotge, neix entre les masies del Casó i el Xerpell de la Costa i desguassa al seu col·lector a mig km a ponent de la masia de la Rovira.

## Xarxa hidrogràfica
Aquesta rasa no té cap afluent.